# Up in the Air Forever
Up in the Air Forever è il terzo album in studio del gruppo australiano Ocean Grove, pubblicato il 22 aprile 2022 dall'etichetta UNFD.
Come anteprima per l'album la band pubblica quattro singoli: Cali Sun l'8 novembre 2021, Silver Lining il 18 gennaio 2022, Sex Dope Gold il 24 febbraio 2022 e Bored il 21 aprile 2022.
Questo è il primo album pubblicato dopo la partenza del chitarrista Matt Henley, sostituito in studio dal batterista e produttore della band Sam Bassal.

## Tracce
1. Flava – 3:20
2. Sex Dope Gold – 2:57
3. Cali Sun – 3:47
4. Bustin – 3:18
5. Silver Lining – 3:30
6. HMU (feat. Lil Aaron) – 1:57
7. Bored (feat. Dune Rats) – 3:44
8. Noise – 3:05
9. Silence – 3:15
10. Up in the Air Forever – 3:45

## Formazione
Ocean Grove
- Dale Tanner – voce solista
- Twiggy Hunter – basso, voce
- Sam Bassal – batteria, chitarra

Produzione
- Sam Bassal – produzione, missaggio, mastering
- Brent Engstrom – copertina
- Sam Wong – fotografia

## Classifiche
| Classifica (2022) | Posizione massima |
| ----------------- | ----------------- |
| Australia         | 8                 |